# Alkenor
Alkenor (altgriechisch Ἀλκήνωρ Alkēnor, lateinisch Alcenor) war ein attischer Komödiendichter, der wahrscheinlich im 4. Jahrhundert v. Chr. wirkte. Er ist nur durch eine Inschrift bezeugt, auf der er nach Pyrrhen und vor Timokles als Sieger an den Lenäen genannt wird.